# R.C. Buford
Robert Canterbury Buford, detto R.C. (Wichita, 16 maggio 1960), è un allenatore di pallacanestro e dirigente sportivo statunitense, dal 2019 amministratore delegato dei San Antonio Spurs in NBA.

## Carriera
Dal 1983 al 1988 è stato assistente allenatore alla Università del Kansas, vincendo il titolo 1988 come vice di Larry Brown. Dalla stagione successiva ha seguito lo stesso Brown ai San Antonio Spurs, mantenendo l'incarico per 4 stagioni; tra i suoi collaboratori figuravano anche Gregg Popovich, Alvin Gentry e Ed Manning.
Dopo il trasferimento Larry Brown ai Los Angeles Clippers, anche Buford ha compiuto lo stesso passo, e sempre con l'incarico di assistente. Nel 1993 ha lasciato la NBA per una sola stagione, trasferendosi alla University of Florida come vice di Lon Kruger.
Nel 1994, con l'arrivo di Gregg Popovich ai San Antonio Spurs in qualità di general manager, viene assunto come capo degli osservatori. Nel 1999 è nominato assistente general manager, e tre anni più tardi viene scelto come GM a tutti gli effetti. Dal suo arrivo agli Spurs come dirigente, la squadra ha vinto 5 titoli: 1999, 2003, 2005, 2007 e 2014. Dalla stagione 2019-2020 viene promosso al ruolo di CEO, venendo sostituito da Brian Wright nel suo ruolo precedente.
Lo stesso Buford ha vinto il premio NBA Executive of the Year Award nel 2014, e di nuovo nel 2016.

## Palmarès

### NBA

#### General Manager
- Campionato NBA: 4

San Antonio Spurs: 2003, 2005, 2007, 2014
- NBA Executive of the Year: 2

2014, 2016